# Récepteur des lymphocytes T
Pour les articles homonymes, voir TCR.

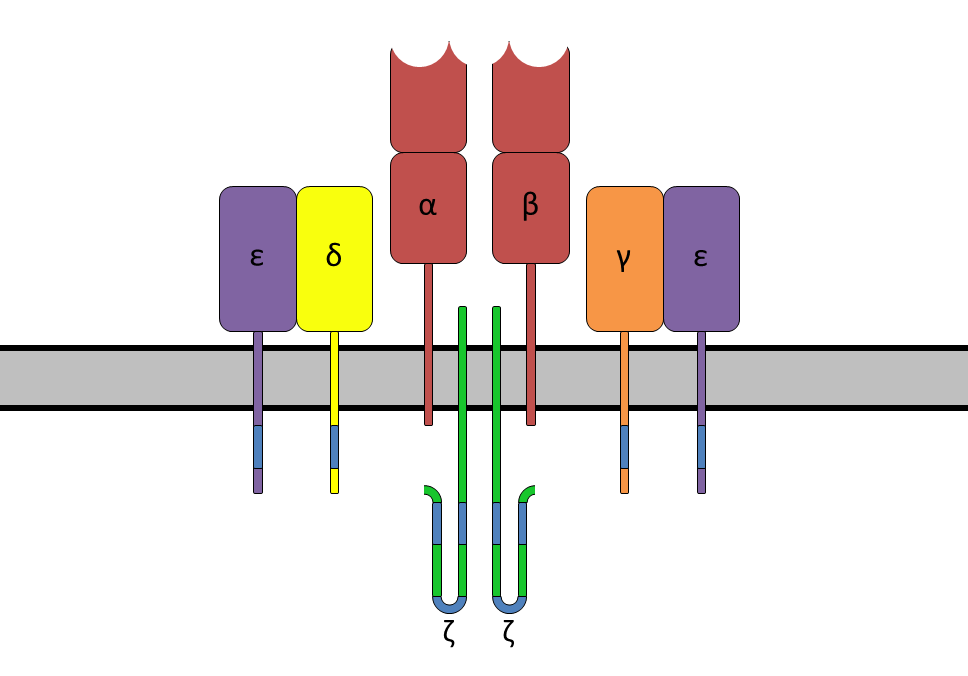
Schéma montrant le complexe récepteur des cellules T alpha-bêta, y compris les protéines associées CD3. Les segments bleus sont les ITAMs.

Le récepteur des lymphocytes T ou récepteur des cellules T (en anglais T cell receptor ou TCR) est un complexe moléculaire qui se trouve sur la membrane des lymphocytes T (ou cellules T). Ce récepteur membranaire constitue un paratope et est responsable de la reconnaissance des complexes CMH-peptide. Il s’agit d’un hétérodimère composé d’une chaîne alpha et d’une chaîne bêta dans 95 % des cellules T, les 5 % restant possédant un TCR gamma/delta. La liaison du TCR avec son épitope de prédilection entraîne l’activation du lymphocyte par le biais d’une série d'événements impliquant des enzymes, des co-récepteurs et des molécules spécialisées.

## Caractéristiques structurales
Chaque chaîne du récepteur des cellules T est un membre de la superfamille des immunoglobulines (Ig), et possède un domaine Ig N-terminal variable (V), un domaine Ig constant (C), un domaine transmembranaire et un court domaine cytoplasmique C-terminal. La partie variable de la chaîne alpha possède trois domaines hypervariables ou complementarity determining regions (CDR)), tandis que la chaîne bêta en compte quatre. CDR3 est le principal CDR impliqué dans la reconnaissance de l’antigène présenté, CDR1 de la chaîne alpha interagit avec le côté N-terminal du peptide, tandis que le CDR1 de la chaîne bêta interagit avec le côté C-terminal. On pense que CDR2 reconnaît le complexe majeur d'histocompatibilité (CMH). Il a été montré que le CDR4 de la chaîne bêta n'intervient pas dans la reconnaissance de l’antigène, mais interagit avec les superantigènes.

## Génération
La formation du locus TCR est semblable au phénomène conduisant a la formation des récepteurs des cellules B et des anticorps. La chaîne alpha du TCR est générée par une recombinaison VJ, tandis que la chaîne bêta subit une recombinaison VDJ. De même, la chaîne gamma est issue d’une recombinaison VJ et la chaîne delta VDJ. Les zones de jonction entre les segments V, (D,) et J correspondent au domaine codant CDR3. La combinaison unique des segments VDJ ainsi que l’addition aléatoire de nucléotide pendant la recombinaison est la clef de la diversité des spécificités possibles pour les récepteurs des cellules T.

## Complexe TCR
La région transmembranaire du récepteur des cellules T est composée d’acides aminés basiques, c’est-à-dire chargés positivement. Cette charge electrostatique permet au TCR de s’associer avec d’autres protéines comme le complexe CD3, qui est constitué de trois chaînes différentes (γ, δ et ε) et la chaîne ζ. Ces molécules « accessoires » ont une région transmembranaire chargée négativement, et sont nécessaires à la transduction de signaux à partir du TCR. La région cytoplasmique du TCR est très courte, rendant improbable sa participation dans la transmission du signal. L’assemblage de molécules CD3 et du TCR forme le complexe TCR.

## Co-récepteurs
Le signal transduit par le complexe TCR est augmenté par la liaison simultanée des complexes CMH-peptide par un co-récepteur spécifique. Les cellules portant un TCR capable de se lier à une molécule du CMH de classe II portent également la molécule CD4 ; celles qui lient uniquement le CMH de classe I portent la molécule CD8. Ces co-récepteurs renforcent et prolongent l’interaction entre le lymphocyte T et la cellule présentatrice d'antigène et participent aussi à la transduction du signal.